# Japán kormány
A kormány (japánul 内閣, átírással Naikaku) Japán végrehajtó szerve. A miniszterelnökből és miniszterekből áll. A miniszterelnököt a Japán Országgyűlés nevezi ki, a minisztereket a miniszterelnök javasolja.
A mai japán kormányt 1947-ben hozta létre Japán alkotmánya. Létezett kormány a Meidzsi alkotmány szerint is, 1889-től 1946-ig.

## Kinevezés
Az alkotmány értelmében a minisztereket a miniszterelnök jelölése alapján választják meg. Minden kormánytagnak civilnek és többségüknek, beleértve a miniszterelnököt is, a parlament bármeny házában képviselőnek is kell lennie. Egy 2001-ben elfogadott törvény szerint a miniszterek száma (a miniszterelnököt nem számítva) tizennégy vagy kevesebb kell hogy legyen, de különleges igény féllépésekor ez a szám nagyobb is lehet. Amennyiben a kormány lemond, az új miniszterelnök kinevezéséig hivatalban maradhat. A kormányon lévő miniszterek ellen nem indulhat eljárás a miniszterelnök beleegyezése nélkül. A kormánynak le kell mondania, ha a parlament bizalmatlansági indítványt fogad el ellene, ha az országgyűlés összeül a parlamenti választások után (akkor is, ha a kormány minden egyes tagját újrajelölik) és ha a miniszterelnöki szék megüresedik vagy a miniszterelnök belejelenti lemondási szándékát.

## Jelenlegi kormány[1]
| Tisztség | Személy             | Párt                     |
| --- | ------------------- | ------------------------ |
| Miniszterelnök | Isiba Sigeru        | Liberális Demokrata Párt |
| Belügyi és hírközlésügyi miniszter                                                                                         | Murakami Szeiicsiró | Liberális Demokrata Párt |
| Igazságügyminiszter | Makihara Hideki     | Liberális Demokrata Párt |
| Külügyminiszter | Ivaja Takesi        | Liberális Demokrata Párt |
| Pénzügyminiszter | Kató Kacunobu       | Liberális Demokrata Párt |
| Oktatásügyi, kulturális, sport- valamint tudomány- és technológiaügyi miniszter                                            | Abe Tosiko          | Liberális Demokrata Párt |
| Egészségügyi, munkaügyi és népjóléti miniszter                                                                             | Fukuoka Takamaro    | Liberális Demokrata Párt |
| Földművelésügyi, erdő- és vizgazdáskodásügyi miniszter                                                                     | Ozato Jaszuhiro     | Liberális Demokrata Párt |
| Gazdasági, kereskedelmi és iparügyi miniszter                                                                              | Mutó Jódzsi         | Liberális Demokrata Párt |
| Közlekedésért, infrastrukturáért és idegenforgalomért felelős miniszter                                                    | Szaitó Tecuo        | Komeitó                  |
| Környezetvédelmi miniszter                                                                                                 | Aszao Keiicsiró     | Liberális Demokrata Párt |
| Védelmi miniszter | Nakatani Gen        | Liberális Demokrata Párt |
| Kabinetfőtitkár | Hajasi Josimasza    | Liberális Demokrata Párt |
| Digitális ügyekért felelős miniszter                                                                                       | Taira Maszaaki      | Liberális Demokrata Párt |
| Újáépítési miniszter | Itó Tadahiko        | Liberális Demokrata Párt |
| Területi ügyekért, katasztrófamegelőzésért és óceánpolitikáért felelős miniszter, a Nemzeti Közbiztonsági Bizottság elnöke | Szakai Manabu       | Liberális Demokrata Párt |
| Különleges beavatkozást igénylő ügyekért felelős miniszter                                                                 | Mihara Dzsunko      | Liberális Demokrata Párt |
| Gazdasági és fiskális politikért felelős miniszter                                                                         | Akazava Rjószei     | Liberális Demokrata Párt |
| Kabinetirodáért felelős miniszter                                                                                          | Kiucsi Minoru       | Liberális Demokrata Párt |
| Kiemelt jelentőségű ügyekért felelős miniszter                                                                             | Itó Jositaka        | Liberális Demokrata Párt |